# گئورگ بوم

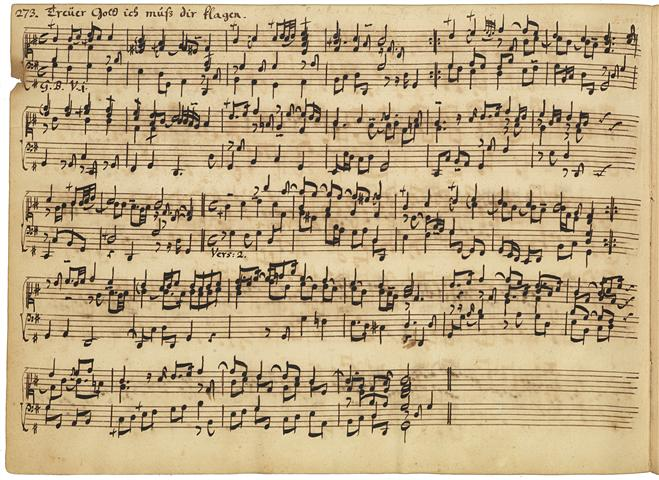
نطق آهنگی از گئورگ بوم

گئورگ بوم (۲ سپتامبر ۱۶۶۱ - ۱۸ مه ۱۷۳۳)، نوازندهٔ ارگ و آهنگساز آلمانی سبک باروک است. او بخاطر توسعهٔ سبک پارتیتای کوراله و اثرگذاری‌اش بر یوهان سباستین باخ مشهور است.

## زندگی
بوم در سال ۱۶۶۱ در هوهن‌کیرشن در تورینگن آلمان به دنیا آمد. پدر او در همان شهر ارگ‌نواز بود و اولین مدرس موسیقی شهر نیز محسوب می‌شود. بوم در دانشگاه جنا به تحصیل پرداخت.
در سال ۱۶۹۳ در هامبورگ ساکن شد. این شهر در آن دوران از مهم‌ترین مراکز موسیقی آلمان بود و بدلیل وجود مرکز اپرا در این شهر، پذیرای موسیقی ایتالیا نیز بود. بوم مدتی در این شهر کار کرد. گمان می‌رود او همراه با ارگ‌نواز مشهور دیگر یوهان آدام راین‌کین در این شهر به تحصیل پرداخته باشد.
بعدها، بوهم به لونه‌بورگ کوچید. در این شهر موسیقی فرانسوی اجرا می‌شد و در نظر اهالی آن شهر، ارزشمند بود. در سال ۱۹۶۸، او ارگ‌نواز یوهانس‌کیرشه (کلیسای یوحنای قدیس) گردید. وی این سمت را تا پایان زندگی حفظ کرد.

## تأثیر بر ی.س. باخ
فرزند باخ - کارل فیلیپ امانوئل - در سال ۱۷۷۵ به فورکل گفته است که پدرش «آثار ارگ‌نواز لونه‌بورگی، گئورگ بوم را دوست می‌داشت و مطالعه‌شان می‌کرد». یوهان سباستین در سال ۱۷۰۰ در پانزده سالگی در دستهٔ آواز کلیسای یوحنای قدیس در لونه‌بورگ به‌عنوان سوپرانو آواز می‌خوانده است.